# 金学奎
金学奎（キム・ハッキュ、Kim Hak Gyu、김학규
、通名表記：Kim Hakkyu、1973年 - ）は大韓民国のゲームクリエイター。ハンドルネームはneolith。
中国語サイトでは異字体の金學奎で表記されて、韓国での姓名の漢字表記と同じである。日本語サイトではハングルを機械翻訳した場合に出力される「金学規」と表記されていることが多いが、これは間違いである。

## 略歴
- 1973年 - 韓国ソウル市で誕生。
- 1992年 - アマチュアでゲーム制作のプログラミングを始める。
- 1994年 - 「Team Gravity」設立。
- 1998年 - 西江大学校数学科を中退して、「Gravity Soft」を設立。
- 1999年 - Windows用RPG「アークトゥルス」をSonnoriと共同開発。
- 2000年4月1日 - 金正律（キム・ジュンリュル）の投資を受けて株式会社「Gravity Corporation」設立。CEO兼CTO。
- 2000年 - 漫画「ラグナロク」（著：李命進）のゲームを開発開始。
- 2001年 - MMORPG「ラグナロクオンライン」 アルファテスト、ベータテスト。
- 2002年3月 - GravityのCEOを辞任。後任は2月20日にGravityと契約した三星電子（サムスン電子）のチョン・ビョンゴン(Jung Byung Gong)。
- 2002年3月31日 - RAG-FES1に参加。「萌えを追求」などの発言により日本のラグナロクオンラインユーザーに広く認知されるようになる。
- 2002年9月 - 「ラグナロクオンライン」韓国サーバの正式サービス開始1ヶ月後、9月10日付けでGravityを退社。
- 2002年9月14日 - Gravityのノ・チャンギュンから詐欺、横領および業務上背任の容疑でソウル地検に提訴される。勝訴。
- 2003年 - 「IMC Games」設立。
- 2004年11月19日 - HUE（ハンビットユビキタスエンターテイメント）設立に合わせて「グラナド・エスパダ」のαテスト作業。
- 2005年 - 「グラナド・エスパダ」 ベータテスト。
- 2006年 - 「グラナド・エスパダ」 正式サービス開始、バージョン2.0アップデート。

## 備考
口の周りを囲むように髭を生やしていて、ラグナロクオンラインには口髭付きのハッキュ専用フェイスが存在した。ラグナロクオンラインでは通常、髭は装備品によって表現されるが、これは髪型の一種である。
若いごろは才能はあったが人格に問題があるいわゆる荒らしだった。匿名でほかの会社に根拠のない悪うわさを流して、うわさの本人から告発され、法廷裁判に行くが金学奎のお母さんの熱情的な謝罪で危機を引けた一話がある。

## 主な作品
（）内は発売年月日。
- Lars the Wonderer's （1995年） - MS-DOS用アクションRPG。
- ANT MAN 2 （1997年）
- GFC - ゲームエンジン。アークトゥルスにはGFC1.0、ラグナロクオンラインのクライアントにはGFC2.0が使用。2002年12月、GFC3.0にアップデートされた。
- アークトゥルス （2000年） - Windows用RPG。
- Lars the Wonderer I・II - リメイク。グラビティが提供する韓国の携帯用ゲーム。
- Lars the Wonderer III - 韓国の携帯用ゲーム。2003年11月、1・2・3にまとめられた。
- AEGIS (en) - ラグナロクオンラインに使用されているサーバシステム。Windows上で動作する。
- ラグナロクオンライン （2002年8月） - MMORPG。
- グラナド・エスパダ （2006年） - MMORPG。